# Edmond Astruc
Pour les articles homonymes, voir Astruc.
Edmond Astruc est un peintre français, né le 4 novembre 1878 à Marseille et mort le 11 janvier 1977.

## Biographie
Il fait ses études au Lycée Thiers, puis à l’École des beaux-arts, tout en travaillant avec son père, le matin, à la tannerie-maroquinerie familiale.
Il veut être artiste peintre, ses premières aquarelles datent de 1888, il a 10 ans.
Cela ne l’empêche pas de faire de l’aviron, de la voile, puis du ski et de la moto. De nombreuses médailles témoignent de cette activité sportive. En 1906, il construit son premier avion le «pou du ciel» qu’il casse au décollage faute de place. Il recommence.
En 1913, il a un grave accident sur un «Henriot» à l’aérodrome de Reims. En juin 1914, il effectue la remontée du Rhône en hydroglisseur, pour le compte d’Henri Fabre, jusqu’à Aix-les-Bains. L'événement est relaté dans de nombreux journaux de l'époque.
Durant la Première Guerre mondiale, il est pilote d’essai à Toulon puis à Saint-Raphaël (Var). Après la guerre, il retourne à la peinture. 
« Cette époque de ma vie, raconte-t-il, passée dans l’aviation, le contact continuel avec les grands espaces du ciel et de la mer, avaient rajeuni et épuré ma vision, je revenais à la clarté, à la lumière et à l’atmosphère de mes premières années de peinture. »
Il participe à de nombreuses expositions à Marseille, Paris, Alger, Lyon, Grenoble, Genève, Aix-en-Provence… et participe chaque année de 1930 à 1939, puis après en 1946, au Salon des Artistes de Provence où il a de nombreux prix.
En 1936, il est élu à l’Académie de Marseille, dans la classe des Arts.
Pendant la Seconde Guerre mondiale, il est mobilisé volontaire (il a déjà 61 ans) dans l’aviation comme agent technique de la SNCASE (Société Nationale de Construction Aéronautique du Sud Est) à Marignane. Puis il est affecté à Evreux, toujours pour la construction aéronautique, jusqu'à l'invasion allemande du Nord de la France. Il poursuit alors sa mobilisation à Angoulême. A l'invasion de la zone libre, une partie du matériel est cachée pour ne pas tomber entre les mains de l'ennemi, et il retrouve sa famille à Marseille. L'occupant détruit en 1943 sa maison du quartier Saint-Lazare pour installer une batterie de défense du Vieux Port. Jusqu'à la fin de la guerre, sa famille est alors hébergée par différents amis.
Il achète une vieille bastide au Roucas-Blanc à Marseille où il installe son atelier et continue à exposer.
En 1956, il présente à la Galerie Moulot, « 50 ans de peinture du peintre marseillais Edmond ASTRUC » où l’on peut suivre toute l’évolution de son art, depuis ses premières aquarelles jusqu’à la dernière à ce jour : « le porche de la Mairie de Marseille ».
En 1959, il construit un Catamaran sur le modèle de deux flotteurs d’hydravion (il a 81 ans) et part de Marseille en suivant la Côte. Il est accueilli à l’Île de Bendor, chez Paul Ricard, puis aux Embiez et rejoint la plage de la Favière à Bormes-les-Mimosas. À bord, il a placé sa boîte de peinture : il dessine et peint dès qu’il arrive.
Le 9 janvier 1977, il travaille dans son atelier à une grande toile La Favière. Il ne l'achèvera pas car il meurt le 11 janvier, à 98 ans.